# Бердников, Александр Яковлевич
Алекса́ндр Я́ковлевич Бе́рдников (укр. Олександр Якович Бердніков, род. 6 января 1951, Марганец, Днепропетровская область) — советский и украинский политический деятель, народный депутат Украины I созыва и городской голова города Николаев с мая 1994 года по апрель 1998 года.

## Биография
Родился 6 января 1951 года в городе Марганец Днепропетровской области в семье служащих. В 1969 поступил в Николаевский кораблестроительный институт. С 1974 года работал мастером на ПО «Заря».

## Политическая деятельность
С 1979 года — инструктор, заведующий отделом Ленинского райкома КПУ города Николаева. С 1987 года — заместитель главы исполкома Ленинского районного совета города Николаева. С 1990 года — глава исполкома, глава Ленинского райсовета, депутат горсовета.
В 1993 году выдвинут кандидатом в народные депутаты Украины трудовым коллективом АТП 14862. 6 мая 1993 года избран народным депутатом (Корабельный избирательный округ № 284, 2-й тур, 60.9 %, 4 претендента). 18 мая 1993 года принял депутатские полномочия. В Верховной раде входил в состав Комиссии ВР Украины по вопросам планирования бюджета, финансов и цен. Сложил депутатские полномочия 10 мая 1994 года.

## Головство
В 1994 году был избран первым городским головой. Во время его руководства была открыта вторая линия водовода Днепр-Николаев, сооружён новый Аляудский мост, газифицированы Широкая Балка, Матвеевка, Варваровка, Великая Корениха, Терновка и Корабельный район, открылись филиалы нескольких столичных высших учебных заведений и были разработаны основы муниципальной реформы.

## Обвинение
В 2012 году бывший сенатор Южной Кореи Чой Йонг Гю обратился в правоохранительные органы Украины с обвинениями в адрес Бердникова в том, что тот вошёл к нему в доверие, уговорив создать совместное сельскохозяйственное предприятие «Е-Крым Николаев», а затем присвоил 2,5 миллиона долларов, переведённых из Кореи на реализацию проекта. 1 июля 2013 года суд Центрального района города Николаева признал виновным Бердникова в хищении иностранных инвестиций в особо крупных размерах.

## Награды
- Орден «За заслуги» III ст. (27 июня 1997 года)[3]